# Robbie Brenner
Robbie Brenner est une productrice de cinéma américaine.

## Biographie
Robbie Brenner fait des études de cinéma à la Tisch School of the Arts au sein de l'Université de New York.
Elle commence sa carrière à Red Ruby Productions, puis travaille pour Miramax Films pendant neuf ans et devient vice-présidente. Ensuite elle entre à Twentieth Century Fox, là aussi comme vice-présidente.
Elle est actuellement présidente de Davis Entertainment.

## Filmographie
- 2001 : On the Line (en) de Eric Bross
- 2001 : Un amour à New York de Peter Chelsom
- 2003 : Hôtesse à tout prix de Bruno Barreto
- 2004 : Haven de Frank E. Flowers
- 2007 : Aliens vs. Predator: Requiem de Greg et Colin Strause
- 2008 : Manipulation de Marcel Langenegger
- 2009 : Escapade fatale de David Twohy
- 2011 : Les Immortels de Tarsem Singh
- 2011 : Machine Gun de Marc Forster
- 2011 : A Little Bit of Heaven de Nicole Kassell
- 2012 : Blanche-Neige de Tarsem Singh
- 2013 : Les Brasiers de la colère de Scott Cooper
- 2013 : Dallas Buyers Club de Jean-Marc Vallée
- 2013 : Évasion de Mikael Håfström
- 2013 : 21 and Over de Jon Lucas et Scott Moore (en)
- 2014 : Écho de Dave Green
- 2023 : Barbie de Greta Gerwig
- 2026 : Masters of the Universe de Travis Knight

## Nominations
- Oscars du cinéma 2014 : Oscar du meilleur film pour Dallas Buyers Club